# 佩紐埃拉斯湖

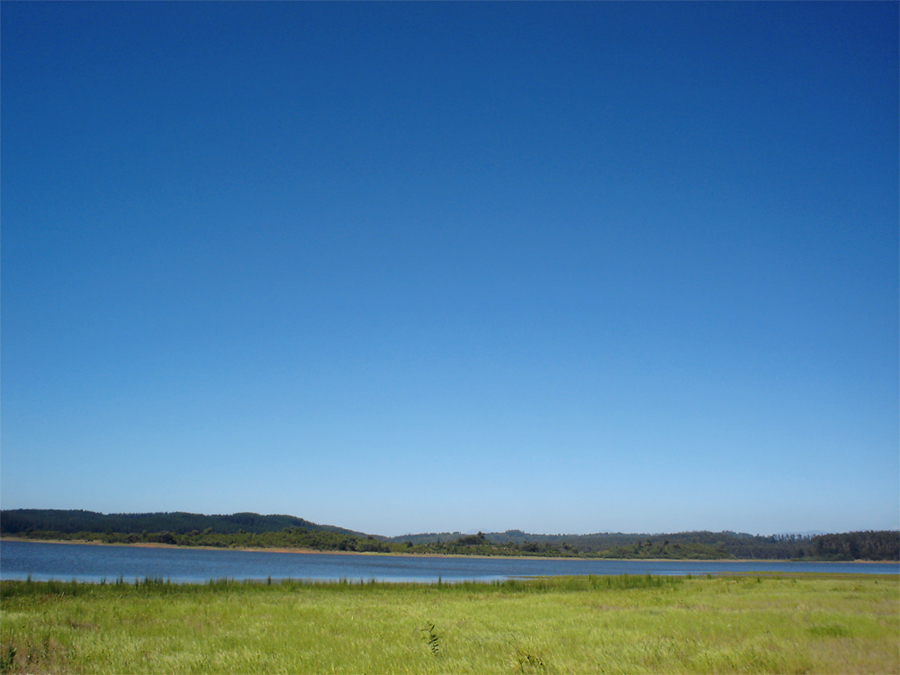

33°10′S 71°27′W / 33.167°S 71.450°W
佩紐埃拉斯湖（西班牙語：Lago Peñuelas），是智利的湖泊，位於該國中部瓦爾帕萊索大區的瓦爾帕萊索省，處於瓦爾帕萊索東南面19公里和聖地亞哥-德智利以西100公里，海拔高度337米。